# Корсун, Сергей Николаевич
Серге́й Никола́евич Ко́рсун —  русский художник, иллюстратор, один из самых часто цитируемых в Интернете современных графиков. Работает в разнообразных жанрах, специализируется на карикатуре.

## Творческая биография
Сергей Корсун начал рисовать ещё в школе, почти сразу же определившись с основным жанром —  карикатурой, принёсшим впоследствии всероссийскую известность. Первыми моделями и мишенями юмора стали учителя и одноклассники.
Художественные опыты активно продолжались и во время службы в рядах Советской Армии (1986—88 гг., Байконур), где юмористические и сатирические рисунки пользовались особенным спросом.
Новое направление в графике Сергея Корсуна возникает ближе к середине 1990-х под влиянием творчества Егора Летова. Сергей сделал несколько рисунков по мотивам песен «Гражданской обороны», что послужило хорошей практикой иллюстрации. 
Примерно в то же время в Павлодаре возникает рок-клуб, в жизни и работе которого Сергей принимает активное участие. Карикатуры, шаржи и комиксы на самые разные темы Корсун публикует в созданном им «НЕдетском журнале „Грузилка“» (издавался с 1996 по 2006 гг.), который, в первую очередь благодаря оригинальным рисункам, быстро становится популярным не только в родном городе, но и далеко за его пределами.
Узнаваемая графика Сергея начинает пользоваться спросом в неформальной среде. К концу 1990-х его рисунки можно было найти на страницах большинства самиздат-журналов СНГ.
В начале 2000-х Сергей начинает сотрудничать и с официальными изданиями, сначала региональными и республиканскими: «Вести Павлодара», «Павлодарская неделя», «Караван» и др., а затем и российскими.
Всероссийскую популярность Сергей Корсун обретает благодаря интернет-порталу CARICATURA.RU, победив в нескольких конкурсах. Его рисунки начинают регулярно публиковать крупнейшие российские интернет-издания и сайты, а также почти все массовые развлекательные газеты.
В настоящее время Сергей продолжает рисовать карикатуры для нескольких крупнейших Интернет-проектов, иллюстрирует книги и периодические издания, являясь одним из самых цитируемых художников-карикатуристов Рунета.